# Влахова, Рената
Рената Влахова (чеш. Renata Vlachová; род. 11 декабря 1944, Чехословакия) — чехословацкая ориентировщица, призёр чемпионата мира по спортивному ориентированию в эстафете.
Рената Влахова принимала участие в четырёх чемпионатах мира по ориентированию начиная с 1970 года.
Дважды, в 1972 и в 1974, Рената а составе эстафетной команды (Надежда Мертова, Рената Влахова, Анна Гандзлова) завоёвывала бронзовые медали.
Высшее достижение на индивидуальной дистанции — 5-е место на чемпионате мира 1974 года, проходившем в Дании.

## Результаты
Результаты выступлений на международной арене.
| Чемп.   | Место проведения       | Дисциплина | Место |
| ------- | ---------------------- | ---------- | ----- |
| ЧМ 1970 | ГДР, Эйзенах           | классика   | 13-е  |
| ЧМ 1970 | ГДР, Эйзенах           | эстафета   | 5-е   |
| ЧМ 1972 | Чехословакия, Йичин    | классика   | 11-е  |
| ЧМ 1972 | Чехословакия, Йичин    | эстафета   | 3-е   |
| ЧМ 1974 | Дания, Виборг          | эстафета   | 3-е   |
| ЧМ 1974 | Дания, Виборг          | классика   | 5-е   |
| ЧМ 1976 | Великобритания, Авимор | классика   | 24-е  |
| ЧМ 1976 | Великобритания, Авимор | эстафета   | 5-е   |